# Tifarouine
Tifarouine  (in arabo تيفروين‎?) è un centro abitato e comune rurale del Marocco situato nella provincia di Al-Hoseyma, regione di Tangeri-Tetouan-Al Hoceima. Conta una popolazione di 4 231 abitanti (censimento 2014).